# Giliante D'Este
Giliante D'Este (Isola d'Istria, 23 marzo 1910 – Roma, 24 aprile 1996) è stato un canottiere italiano, medaglia d'oro nella gara di quattro con nel canottaggio ai Giochi olimpici di Amsterdam 1928 insieme a Valerio Perentin, Giovanni Delise, Nicolò Vittori e al timoniere Renato Petronio e di quella di bronzo nel quattro senza a quelli di Los Angeles 1932.

## Palmarès
| Anno | Manifestazione  | Sede        | Evento        | Risultato |
| ---- | --------------- | ----------- | ------------- | --------- |
| 1928 | Giochi olimpici | Amsterdam   | Quattro con   | Oro       |
| 1932 | Giochi olimpici | Los Angeles | Quattro senza | Bronzo    |